# Gaetanus brevicornis
Gaetanus brevicornis är en kräftdjursart som beskrevs av Esterly 1906. Gaetanus brevicornis ingår i släktet Gaetanus och familjen Aetideidae. Inga underarter finns listade i Catalogue of Life.